# Ginette Bucaille
Ginette Bucaille Jucker, francoska tenisačica, * 25. januar 1927, † 2021.
V posamični konkurenci je največji uspeh kariere dosegla leta 1954, ko se je uvrstila v finale turnirja za Amatersko prvenstvo Francije, kjer jo je premagala Maureen Connolly v dveh nizih. Na turnirjih za Prvenstvo Anglije se je najdlje uvrstila v tretji krog v letih 1950 in 1954. V konkurenci ženskih dvojic se je najdlje uvrstila v četrtfinale turnirja za Amatersko prvenstvo Francije, kot tudi v konkurenci mešanih dvojic.

## Finali Grand Slamov

### Posamično (1)

#### Porazi (1)
| Leto | Turnir                       | Nasprotnica v finalu | Rezultat finala |
| 1954 | Amatersko prvenstvo Francije | Maureen Connolly     | 4–6, 1–6        |